# Anja Andersen
Anja Andersen (Odense, Danska, 15. veljače 1969.) bivša je danska rukometašica. Nakon završetka igračke karijere radi kao rukometna trenerica. Smatra se jednom od najboljih rukometašica u povijesti.
Anja Andersen je 1997. proglašena za IHF najbolju igračicu godine. S reprezentacijom Danske osvojila je zlatnu medalju na Olimpijskim igrama 1996., na Svjetskom rukometnom prvenstvu 1997., kao i na dva Europska rukometna prvenstva 1994. i 1996. godine. Pored toga ima i osvojenu srebrnu medalju na Svjetskom rukometnom prvenstvu 1993. godine.
Zbog srčanih problema završava igračku karijeru 1999. godine, i ubrzo počinje trenersku. Godine 2006. postavljena je za selektoricu ženske rukometne reprezentacije Srbije i Crne Gore, ali se na toj funkciji kratko zadržala.